# Josep Lluís Mateo i Martínez

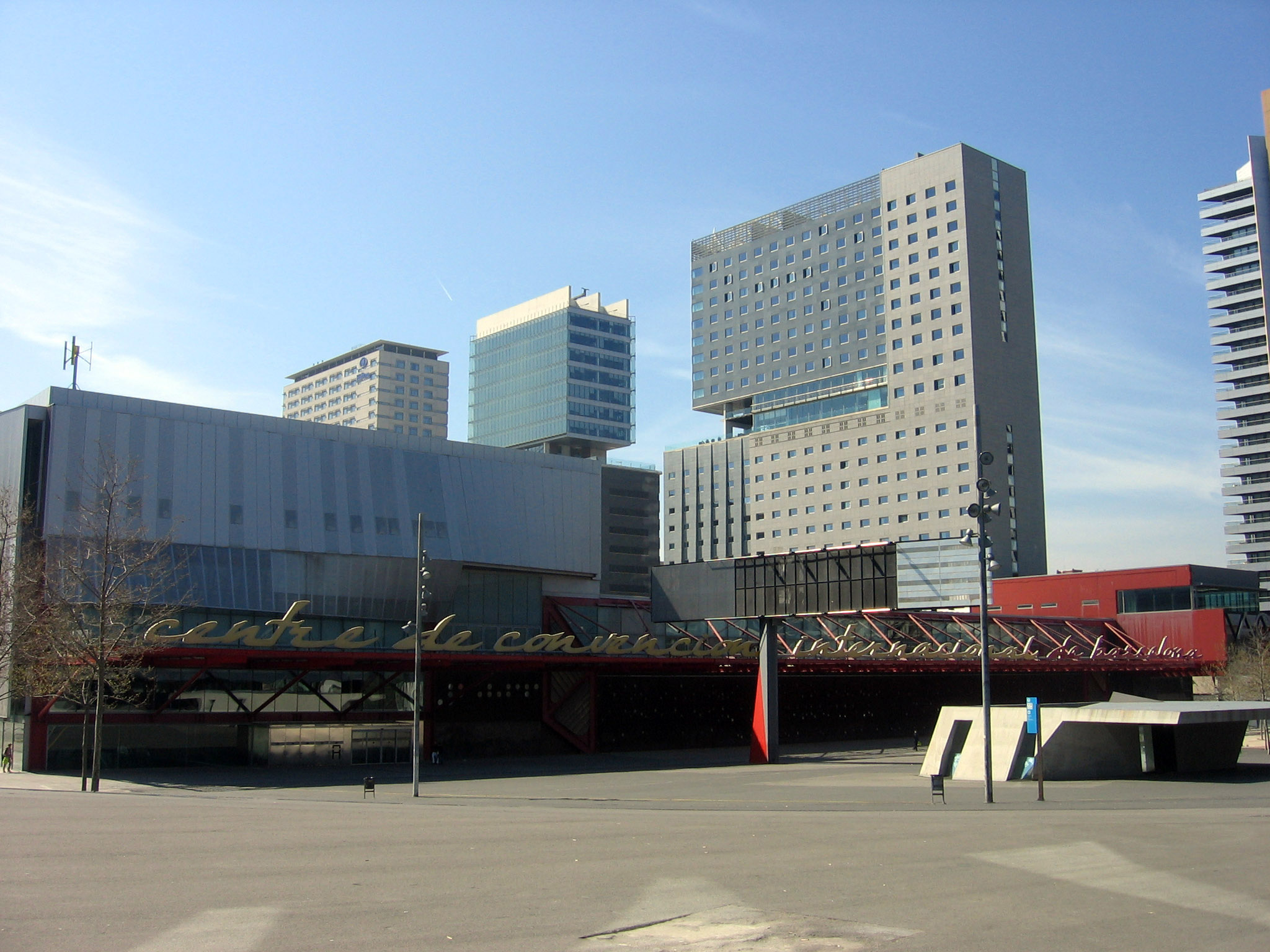
Centre de Convencions Internacional de Barcelona.

Josep Lluís Mateo i Martínez (Barcelona, 1949) és un arquitecte català. Va estudiar a l'Escola d'Arquitectura de Barcelona, on és professor des de 1984. Va ser editor de la revista Quaderns d'Arquitectura i Urbanisme de 1981 a 1990, editada pel Col·legi d'Arquitectes de Catalunya.
La seva obra s'emmarca en un cert racionalisme eclèctic, hereu de l'arquitectura racionalista, un estil que defensa la relació entre construcció i arquitectura, amb especial èmfasi en la composició, destacant el compromís entre tradició i modernitat, així com el caràcter urbà de l'arquitectura.
Mateo fa un tractament conceptual de l'arquitectura, qüestionant la idea de bellesa tradicional i assumint la lletjor de l'arquitectura de perifèria, com es veu en la reconversió de la fàbrica Can Felipa al Centre Cívic del Poblenou (1984-1991) i en el complex multifuncional del carrer de Joan Güell (1989-1993), tots dos a Barcelona.
Pel Fórum Universal de les Cultures va projectar el Centre de Convencions Internacional de Barcelona (2000-2004), amb una estructura metàl·lica de traçat irregular i formes ondulants que oculta els elements suspesos, generant a l'interior uns grans espais diàfans de disposició flexible.
Altres obres seves són: el poliesportiu Pla d'en Boet a Mataró (1982-1985), l'institut de formació professional La Bastida, a Santa Coloma de Gramenet (1985-89, amb Eduard Bru), la seu dels nous jutjats de Badalona (1986-1990), les piscines i l'edifici central de serveis esportius de la Universitat Autònoma de Barcelona a Bellaterra (1986-1993), les naus industrials del polígon de l'estació de Puigcerdà (1988-91), diversos edificis d'habitatges a l'Haia (1990-93) i Torelló (1992-95), la residència d'ancians de Campdevànol (1992-95), l'edifici Les Palmeres a Terrassa (1998), els habitatges Borneo a Amsterdam (2000), l'Hotel AC a Barcelona (2004), la seu del Landeszentralbank a Chemnitz (2004), el Col·legi Major Sant Jordi a Barcelona (2006), l'edifici d'oficines del World Trade Center Almeda Park a Cornellà de Llobregat (2008) i la seu de la Filmoteca de Catalunya a Barcelona (2012).
Obres més recents han sigut: l'Auditori i Centre Cultural d'Art Contemporani a Castelo Branco, Portugal (2011-2013); la remodelació del Mercat del Ninot a Barcelona (2012-2015); ESMA a Montpeller, França (2016-2021); i, el Centre Internacional de Fotografia Toni Catany a Llucmajor, Balears (2018-2021).